# Michael Sandel

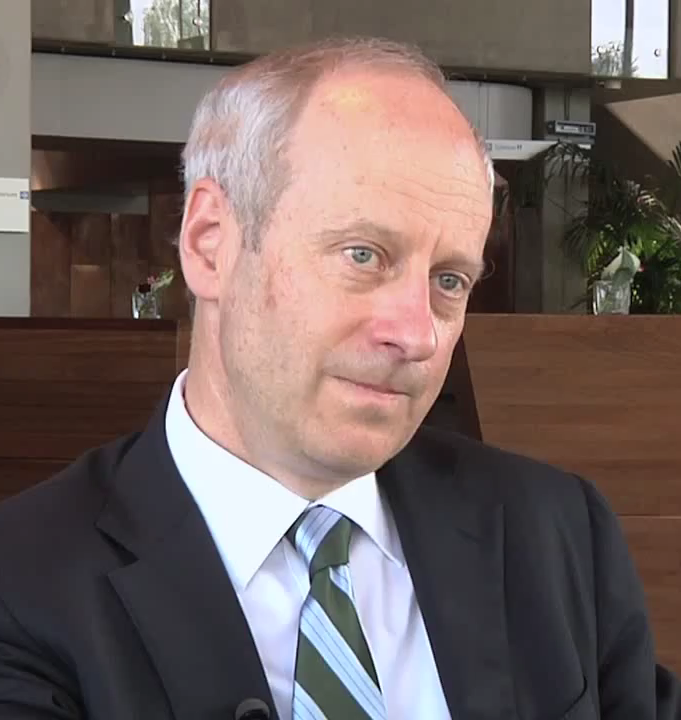
Michael J. Sandel (2012)

Michael Joseph Sandel (* 5. März 1953 in Minneapolis) ist ein US-amerikanischer Philosoph. Bekannt wurde er als Mitbegründer des Kommunitarismus.

## Leben
Sandel wuchs in einer jüdischen Familie auf und zog im Alter von dreizehn Jahren mit seiner Familie nach Los Angeles. Er besuchte die Palisades High School in Pacific Palisades und graduierte 1975 an der Brandeis University mit einem Bachelor-Abschluss in Politik. Danach promovierte er an der University of Oxford bei Charles Taylor.
Seit 1980 lehrt Sandel politische Philosophie an der Harvard Law School. Dort wurde er einem breiteren Publikum bekannt durch seine Vorlesungsreihe Justice with Michael Sandel, die mittlerweile auch im Internet zu finden ist. Im Jahr 2018 wurde Sandel der Prinzessin-von-Asturien-Preis für Sozialwissenschaften zugesprochen. Er lebt in Brookline bei Boston und ist Mitglied der Phi-Beta-Kappa-Ehrengesellschaft.

## Werk

### Überblick
Mit seinem Werk Liberalism and the Limits of Justice, das 1982 erschien, gab Sandel eine kritische Antwort auf John Rawls Theorie der Gerechtigkeit. Im Gegensatz zu der libertären Kritik (beispielsweise von Robert Nozick) beanstandet er das Fehlen von partikularen und sozialen Werten innerhalb Rawls’ Theorie. Das von Sandel so genannte „ungebundene Selbst“, wie es der Liberalismus verteidige, lasse außer Acht, dass jeder Mensch eine Sozialisation erfahre und geprägt sei von Gruppen, Traditionen und Gemeinschaften. Daher sei auch das Gedankenexperiment Rawls’, der Urzustand, durch welchen Rawls seine Theorie begründet, utopisch: Ein Schleier des Nichtwissens sei irreal.
Sandel ist neben Charles Taylor und Michael Walzer einer der Wegbereiter der kommunitaristischen Kritik am „philosophischen Liberalismus“. In seinen 1995 auf Deutsch veröffentlichten Vorlesungen behandelt er die politische Kultur in der Demokratie. Gegen einen werteneutralen Liberalismus will Sandel nachweisen, dass es nicht möglich ist, die Verankerung von Freiheitsrechten von bestimmten Wertorientierungen bzw. Vorstellungen des Guten zu trennen. Diese Diagnose hat Konsequenzen für die Beurteilung wertegeladener Traditionen heute. Für Sandel bildet der Republikanismus, der in der US-Gründerzeit eine große Rolle gespielt hat, auch weiterhin einen grundlegenden politischen Orientierungsrahmen. Ohne einen aktiven Bürgersinn werde es nicht gelingen, dem moralischen Zerfall der Gesellschaft und der jetzigen Politikerverdrossenheit entgegenzuwirken und ein freies Gemeinwesen künftighin zu verwirklichen. Er kritisiert in diesem Zusammenhang eine vorrangig wirtschaftliche Sicht der Welt, bei der das menschliche Individuum sich selbst hauptsächlich als Verbraucher versteht und betätigt – statt als Teil einer Zivilgesellschaft – und beispielsweise am liebsten im VIP-Bereich (engl. sky box) eines Stadions sitzen möchte. Er nennt die „skyboxification“ das Grundübel der gegenwärtigen US-Gesellschaft.
Sandels Werk gilt als Orientierungsgrundlage für die Politik des deutschen Politikers und ehemaligen Bundeskanzler Olaf Scholz. Als erster Harvard-Professor stellte Sandel die Aufzeichnung seiner Seminare gratis online.

### „Plädoyer gegen die Perfektion“
Die 2007 unter dem englischen Originaltitel The Case against Perfection erschienene Buchpublikation reflektiert Sandels Mitwirken im Rat für Bioethik des US-Präsidenten George W. Bush für vier Jahre ab 2001 und die weitere Befassung mit Fragen des genetischen Optimierens im Rahmen universitärer Seminare an der Harvard University. Wo die Anwendungsmöglichkeiten des neuen genetischen Wissens über die Heilung und Vorbeugung schlimmer Krankheiten hinausgehen – etwa bei der Manipulation der eigenen Anlagen bezüglich Muskel- oder Gedächtnisausstattung oder beim Design der leiblichen Kinder bezüglich Geschlecht, Größe und weiterer Eigenschaften –, argumentiert Sandel dagegen: „Kinder als Gabe zu schätzen, heißt sie zu akzeptieren, wie sie sind, nicht als Objekte unseres Entwerfens oder als Produkte unseres Willens oder als Instrumente unserer Ambitionen.“ (S. 67)
Ginge im Zuge der „genetischen Revolution“ die Wertschätzung individueller Talente und Fähigkeiten als Gabe verloren, so Sandel, „dann verändern sich drei Schlüsselelemente unserer moralischen Landschaft – Demut, Verantwortung und Solidarität.“ In einem gesellschaftlichen Umfeld, das Beherrschung und Kontrolle schätze, sei Elternschaft eine Schule der Demut. Sie lehre, für das Unerbetene offen zu sein – eine für Sandel über die Familie hinaus wünschenswerte Haltung auch gegenüber den Weltläuften. Mit schwindender Demut im gemeinten Sinne dehnt sich laut Sandel die Verantwortung erschreckend aus. „Eltern werden verantwortlich dafür, die richtigen Eigenschaften ihrer Kinder ausgewählt oder nicht ausgewählt zu haben.“ (S. 107–109) Ohne die Voraussetzungen der „genetischen Lotterie“, auf die sich die individuellen Talente und Erfolge nicht zuletzt gründen, schwände das Bewusstsein seitens der Vermögenden, ihren Reichtum mit denen teilen zu sollen, „denen ohne eigenes Verschulden vergleichbare Begabungen fehlen.“ (S. 112 f.)
Sandel betont, dass liberale Denker von John Locke über Immanuel Kant bis zu Jürgen Habermas Freiheit auf einen Ursprung oder Standpunkt zurückführten, der sich der eigenen Kontrolle entzöge. (S. 115) Die genetische Programmierung von Kindern verstoße laut Habermas gegen die liberalen Prinzipien der Autonomie und Gleichheit: gegen die Autonomie, weil die so Programmierten sich nicht unbefangen „als der ungeteilte Autor des eigenen Lebens“ zu verstehen in der Lage seien; gegen die Gleichheit, weil dadurch über Generationen hinweg „die grundsätzlich symmetrischen Beziehungen zwischen freien und gleichen Personen“ unterminiert würden. Eltern als Designer ihrer Kinder lüden sich unausweichlich eine nicht auf Wechselseitigkeit beruhende Verantwortung für das Leben ihrer Kinder auf. Habermas mache zudem auf Wichtiges aufmerksam, indem er einen Zusammenhang zwischen der Unverfügbarkeit eines zufälligen lebensgeschichtlichen Anfangs und der Freiheit zu ethischer Lebensgestaltung behaupte. (S. 100–102)

### „Vom Ende des Gemeinwohls“
In der 2020 erschienenen Schrift Vom Ende des Gemeinwohls. Wie die Leistungsgesellschaft unsere Demokratien zerreißt (Originaltitel: The Tyranny of Merit. What’s Become of the Common Good?) ging es Sandel darum zu erklären, wie die sozialen Bindungen und der Respekt füreinander in den Vereinigten Staaten „während der vergangenen vier Jahrzehnte zunichtegemacht worden sind.“  Der größte Teil der Einkommenszuwächse seit den 1970er Jahren entfalle auf die obersten 10 Prozent der Gesellschaft, während die untere Hälfte davon praktisch nichts abbekommen habe. Im Durchschnitt sei das Einkommen von Männern im arbeitsfähigen Alter unterdessen niedriger als vor vier Jahrzehnten. Doch nur teilweise sei der Unmut vieler Wähler aus Arbeiter- und Mittelklasse gegenüber den Eliten mit der zunehmenden Ungleichheit der Einkommen in den vergangenen Jahrzehnten zu erklären; letztlich habe er mit verminderter gesellschaftlicher Anerkennung und Wertschätzung zu tun. (S. 37)
Als zweischneidiges Schwert betrachtet Sandel die Vorstellung der einkommensstarken, zumeist schon in ihrem Bildungsgang privilegierten Eliten, jeder sei des eigenen Glückes Schmied und könne es mit entsprechendem Einsatz schaffen: „einerseits inspirierend, andererseits gehässig“. Damit werde den Gewinnern gratuliert, die Verlierer hingegen würden auch in ihren eigenen Augen schlechtgemacht. „Für diejenigen, die keine Arbeit finden oder nicht über die Runden kommen, ist es schwer, sich der demoralisierenden Überlegung zu entziehen, dass sie ihr Scheitern selbst verantworten müssen und dass es ihnen für den Erfolg einfach an Talent und Antrieb fehlt“ (S. 43). Das im Zuge der Globalisierung seitens der Wirtschafts- und Bildungseliten nicht nur in den USA, sondern etwa auch im Vereinigten Königreich und in Frankreich einseitig hervorgekehrte meritokratische Prinzip, das mit der Leitidee verknüpft sei, respektierte Arbeit und soziale Wertschätzung seien an einen akademischen Grad gebunden, wirke sich zersetzend auf das demokratische Leben aus, so Sandel. „Es entwertet die Beiträge derer, die kein Diplom besitzen, fördert Vorurteile gegen weniger gebildete Mitglieder der Gesellschaft, schließt die meisten arbeitenden Menschen praktisch von der repräsentativen Regierung aus und ruft eine politische Gegenreaktion hervor.“ (S. 167)
Sandel teilt Arlie Russell Hochschilds Einschätzung, dass der amerikanische Traum vom Aufstieg für die unteren 90 Prozent der Gesellschaft infolge Automatisierung, Verlagerung der Produktion und wachsender Macht der multinationalen Konzerne zum Erliegen gekommen sei. Jede ernsthafte Antwort auf die Frustrationen der Arbeiterklasse muss, so Sandel, die „elitäre Herablassung“ und die in der kulturellen Öffentlichkeit verbreiteten „examensgläubigen Vorurteile“ bekämpfen. „Außerdem muss sie die Würde der Arbeit in den Mittelpunkt der politischen Agenda stellen.“ (S. 323–325) Unter zivilgesellschaftlichem Aspekt hat für Sandel die Rolle des Produzenten von Waren und Dienstleistungen Vorrang vor der des Verbrauchers. Denn soziale Anerkennung entstehe aus der Bereitstellung von Waren und Dienstleistungen für die Mitbürger. Nicht der von den Zufälligkeiten des Angebots und der Nachfrage abhängige Lohn gebe den wahren Wert des eigenen Arbeitsbeitrags an; dieser hänge vielmehr von der moralischen und zivilgesellschaftlichen Bedeutung der Ziele ab, denen die jeweiligen Bemühungen dienen. (S. 332) Der Tendenz marktgetriebener Gesellschaften, materiellen Erfolg als Zeichen moralischer Verdienste anzusehen, müsse entgegengetreten werden, etwa durch die Diskussion und Durchführung von Maßnahmen, „die uns dazu bringen, gezielt und demokratisch darüber nachzudenken, was als wahrhaft wertvoller Beitrag zum Gemeinwohl gilt und wo die Urteile der Märkte das Ziel verfehlen.“ (S. 339 f.)

### „Das Unbehagen in der Demokratie“
In der 2023 erweiterten Neuausgabe der 1996 erschienenen Buchpublikation unter dem Originaltitel Democracy’s Discontent: America in Search of a Public Philosophy geht Sandel nach eigenem Bekunden auf die „Philosophie des Öffentlichen“ ein, die in den Verhaltensweisen der Bürger und in den Institutionen der Vereinigten Staaten zum Ausdruck komme. „Wenn wir uns der in unserem öffentlichen Leben enthaltenen Theorie widmen, hilft uns das vielleicht, unsere politische Lage zu diagnostizieren. Möglicherweise zeigt sich dabei, dass das Dilemma der amerikanischen Demokratie nicht nur in der Kluft zwischen unseren Idealen und Institutionen besteht, sondern auch in den Idealen selbst und in dem Selbstbild, das unser öffentliches Leben widerspiegelt.“
Zwar werfe Trumps Präsidentschaft nebst ihren bösen Folgen „finstere Schatten auf die Zukunft der amerikanischen Demokratie“; doch sei dessen Wahl Ausdruck bereits vordem brüchig gewordener sozialer Bindungen und einer beschädigten demokratischen Ordnung. Der Staat sei von mächtigen Interessen gekapert worden, sodass der Durchschnittsbürger politisch kaum noch gefragt sei. „Wahlkampfspenden und Armeen von Lobbyisten ermöglichen es Unternehmen und den Reichen, die Regeln zu ihren Gunsten zu verbiegen.“ Spitzentechnologie, soziale Medien, Internetsuche, Onlinehandel, Telekommunikation, Bankwesen, Arzneimittel und andere Schlüsselbranchen seien von einer Handvoll mächtiger Unternehmen dominiert, die den Wettbewerb zerstörten, die Preise trieben, Ungleichheit verstärkten und der demokratischen Kontrolle bedürften. (S. 15 und 21) Auch die Präsidentschaft Barack Obamas habe den vom Kandidaten im Wahlkampf erhobenen Anspruch auf Wandel im Zuge des Ernstfalls der Weltfinanzkrise 2007–2008 nicht eingelöst. Für die Rettung der Banken seien von der Obama-Administration Hunderte Millionen Dollar ausgegeben worden, während man andererseits zugelassen habe, dass zehn Millionen Haus- und Wohnungsbesitzer ihre Immobilien durch Zwangsversteigerungen verloren. Das Vermögen amerikanischer Hauseigentümer sei so zwischen 2006 und 2011 um neun Billionen Dollar gefallen. Stattdessen hätte man von den Banken verlangen können, dass sie die Hypotheken der Leute abschreiben, und hätte staatlicherseits einen Teil der Verluste subventionieren können. (S. 400 f.)
Eine gemeinwohlorientierte Selbstverwaltung der Bürger gemäß republikanischer Theorie und Tradition erfordert laut Sandel mehr als die Fähigkeit, die eigenen Ziele zu wählen und die Rechte der anderen zu beachten. Nötig seien darüber hinaus Kenntnisse über öffentliche Angelegenheiten, ein Gefühl der Zugehörigkeit und Sorge fürs Ganze. Für die Teilhabe an der Selbstbestimmung müssten die Beteiligten – kultiviert durch eine entsprechend gestaltete und formende Politik – sich bestimmte Charaktereigenschaften und gesellschaftliche Tugenden aneignen. (S. 31) Seit Aristoteles galt Selbstbestimmung in der republikanischen Tradition, so Sandel, als eine Aktivität, „die an einem bestimmten Ort verwurzelt ist und von den Bürgern getragen wird, die loyal sind gegenüber diesem Ort und der in ihm verkörperten Lebensweise.“ Heutzutage dagegen erfordere Selbstbestimmung eine auf unterschiedliche Schauplätze ausgerichtete Politik („von Stadtvierteln über Nationen bis zur ganzen Welt“) und die entsprechend denkenden und handelnden Bürger. Nunmehr gehe es vor allem um die Fähigkeit, den gangbaren Weg zwischen den manchmal überlappenden, manchmal widerstreitenden Verpflichtungen auszuhandeln, und mit der Spannung zu leben, die aus vielfältigen Loyalitäten erwachsen. (S. 365 f.)

## Rezeption
In seinem Vorwort zu Sandels „Plädoyer gegen die Perfektion“ bescheinigt Jürgen Habermas dem Verfasser, bereits mit seinem 1982 erschienenen ersten Buch Liberalism and the Limits of Justice eine „über die Grenzen der USA hinaus lebhafte, bis in die Sozialwissenschaften hinein wirkende Kontroverse“ zwischen den Anhängern des politischen Liberalismus und den sogenannten Kommunitaristen ausgelöst zu haben. Letztere ständen in der Tradition der Aristotelischen Politik und betonten gegenüber den individualistischen Ansätzen des modernen Vernunftrechts die wesentlich soziale Natur und Traditionsgebundenheit der Bürger eines politischen Gemeinwesens.

## Schriften
- Liberalism and the Limits of Justice. 1985; 2. Ausgabe: Cambridge University Press, Cambridge/New York 1998, ISBN 978-0-521-56741-1.
- Liberalismus oder Republikanismus. Von der Notwendigkeit der Bürgertugend. Passagen-Verlag, Wien 1995, ISBN 3-85165-159-6.
- Democracy’s Discontent: America in Search of a Public Philosophy. Belknap Press of Harvard University Press, 1996, ISBN 978-0-674-19745-9.
  - Übers. Das Unbehagen in der Demokratie. Was die ungezügelten Märkte aus unserer Gesellschaft gemacht haben. Deutsch von Helmut Reuter. Fischer, Frankfurt a. M. 2023, ISBN 978-3-10-397498-0; Rezension in Deutschlandfunk Kultur.
- Freundschaft und Gerechtigkeit. In: Klaus-Dieter Eichler (Hrsg.): Philosophie der Freundschaft. Reclam, Leipzig 1999, ISBN 3-379-01669-1, S. 206–215.
- Ethik des Liberalismus. In: Concordia. Nr. 47, Materialis, Biberach an der Riß 2006, ISBN 3-88535-405-5.
- Public Philosophy: Essays on Morality in Politics. Harvard University Press, 2006, ISBN 978-0-674-02365-9.
- The Case against Perfection: Ethics in the Age of Genetic Engineering. Belknap Press of Harvard University Press, 2007, ISBN 978-0-674-03638-3
  - Plädoyer gegen die Perfektion. Ethik im Zeitalter der genetischen Technik. Mit einem Vorwort von Jürgen Habermas. Berlin University Press, 2008, ISBN 978-3-940432-14-8.
- Justice: A Reader. Oxford University Press, 2007, ISBN 978-0-19-533512-5.
- Justice. What’s the Right Thing to Do? Farrar, Straus and Giroux, New York 2009, ISBN 978-0-374-53250-5.
  - Gerechtigkeit – wie wir das Richtige tun. Ullstein, Berlin 2013, ISBN 978-3-550-08009-8.
- What Money Can’t Buy: The Moral Limits of Markets. Farrar, Straus and Giroux, 2012, ISBN 978-0-374-20303-0.
  - Was man für Geld nicht kaufen kann – die moralischen Grenzen des Marktes. Ullstein, Berlin 2012, ISBN 978-3-550-08026-5.
- Michael Sandel: „We need to reason about how to value our bodies, human dignity, teaching and learning“, Interview von Decca Aitkenhead im Guardian, 27. Mai 2012.
- The Tyranny of Merit: What's Become of the Common Good?. Farrar, Straus and Giroux. 2020, ISBN 978-0-374-28998-0.
  - Vom Ende des Gemeinwohls. Wie die Leistungsgesellschaft unsere Demokratien zerreißt. Aus dem Amerikanischen von Helmut Reuter. S. Fischer, Frankfurt 2020, ISBN 978-3-10-390000-2; Rezension in literaturkritik.de.
- Das Unbehagen in der Demokratie. Was die ungezügelten Märkte aus unserer Gesellschaft gemacht haben. S. Fischer, Frankfurt am Main 2023, ISBN 978-3-10-397498-0; Rezension in socialnet.de.
- mit Thomas Piketty: Die Kämpfe der Zukunft. Gleichheit und Gerechtigkeit im 21. Jahrhundert. Aus dem Englischen von Stefan Lorenzer. C.H. Beck, München 2025, ISBN 978-3-406-83247-5.